# Удджайн
Удджайн (гінді उज्जैन, англ. Ujjain) — стародавнє місто в регіоні Малва індійського штату Мадх'я-Прадеш, розташоване на схід від річки Шіпра, адміністративний центр округу Удджайн. Це одне з священних для індусів міст, що кожні 12 років проводиться фестиваль Кумбха-Мела. Назва міста походить від санскритського слова jai — «перемога».

## Історія
Удджайн був згаданий у Махабхараті як столиця арійського царства Аванті, якою він ймовірно слугував у 6-4 століттях до н. е. У 2 столітті до н. е. тут містилася резиденція імператора Ашоки, впливового покривителя буддизму. У 2 століття н. е. місто було описано Птолемеєм як Озен, столиця одної з західних сатрапій, тобто індогрецьких держав. Бльзько 400 року місто було захоплене Чандраґуптою II, властителем Маґахи. У 1235 році воно було захоплене делійським султаном Ілтутмішем та залишалося мусульманським до 1750 року, коли його захопили Сіндхі і зробили столицею своєї держави. У 1810 році столиця була перенесена до Лашкара, а Уддайн прийшов у занепад.

## Архітектура та пам'ятники
У місті хзнаходиться відомий шайвістський храм Махакала, зруйнований в 1235 році, але знов відбудований. В околицях на південному сході міста знаходиться оберваторія, що містить велику янтра-мантру, збудована джайпурським махараджею та могольським губернатором Малви Джаєм Сінґхом II. На півночі знаходиться печера Баратхарі із храмом 11 століття.

## Економіка
Місто є великим залізничним вузлом, центром торговлі сільськогосподарською продукцією та текстилем. Тут розвинуті обробка бавовнику, виробництво рослинних олій, обробка металів, трикотажна, кондитерська, паперова промисловість. У місті діє Університет Вікрам.

## Ресурси Інтернету
- Ujjain Енциклопедія Британніка